# 肖立志
肖立志，中国石油大学（北京）教授，主要从事地球探测与信息技术、石油石化人工智能理论与应用场景等方向的研究。任中华人民共和国教育部第五批"长江学者"特聘教授，国务院政府津贴专家。